# St. Michael (Großweingarten)

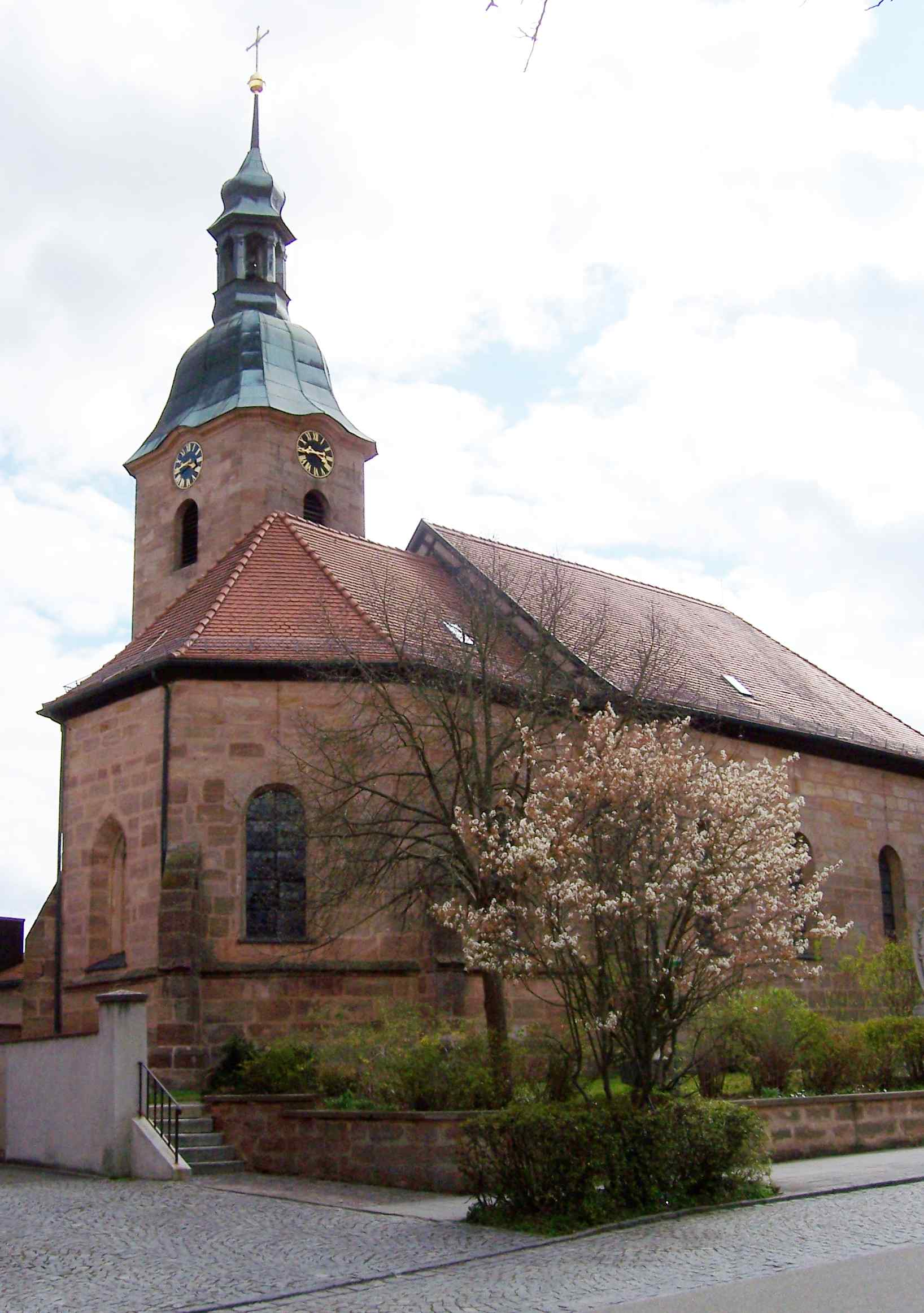
Pfarrkirche St. Michael

Die Kirche St. Michael ist die römisch-katholische Pfarrkirche von Großweingarten, einem Gemeindeteil der Stadt Spalt im mittelfränkischen Landkreis Roth und im Fränkischen Seenland. Das Bauwerk ist unter der Denkmalnummer D-5-76-147-199 als Baudenkmal in die Bayerische Denkmalliste eingetragen.

## Lage
Die Kirche steht im nordöstlichen Bereich des Dorfes auf 473 m. Die Adresse lautet Dorfstraße 64.

## Geschichte
Als Großweingarten 1294 erstmals urkundlich erwähnt wurde, existierte dort bereits ein Sakralbau, der dem Heiligen Michael geweiht war. Das Gotteshaus, das danach am höchsten Punkt des Michelsberges erbaut wurde, entstand vermutlich im 13. Jahrhundert. Es ist anzunehmen, dass es ursprünglich nur aus einer kleinen romanischen Kapelle bestand, deren Grundriss dem des heutigen Turms entsprach.

## Baubeschreibung
Die Saalkirche ist ein in Quadermauerwerk errichtetes Gebäude. Der spätgotische Chor und das Langhaus hatten innen eine flache Decke. Sie wurden wie der Chorturm von 1472, dessen Untergeschoss aus der Mitte des 13. Jahrhunderts stammte, 1794 grundlegend umgebaut. Der mit einem Spitzhelm und einer Laterne versehene, seitliche im Zwickel von Chor und Langhaus stehende Glockenturm wurde erhöht. 
1822/1823 erfolgte ein klassizistischer Ausbau der Kirche; Langhaus und Chor wurden dabei erneut erhöht.
Auf dem Mittelteil des Kriegerdenkmals für die Gefallenen beider Weltkriege vor der Kirche steht ein lebensgroßer Erzengel mit Schwert und Eisernem Kreuz.

## Orgel

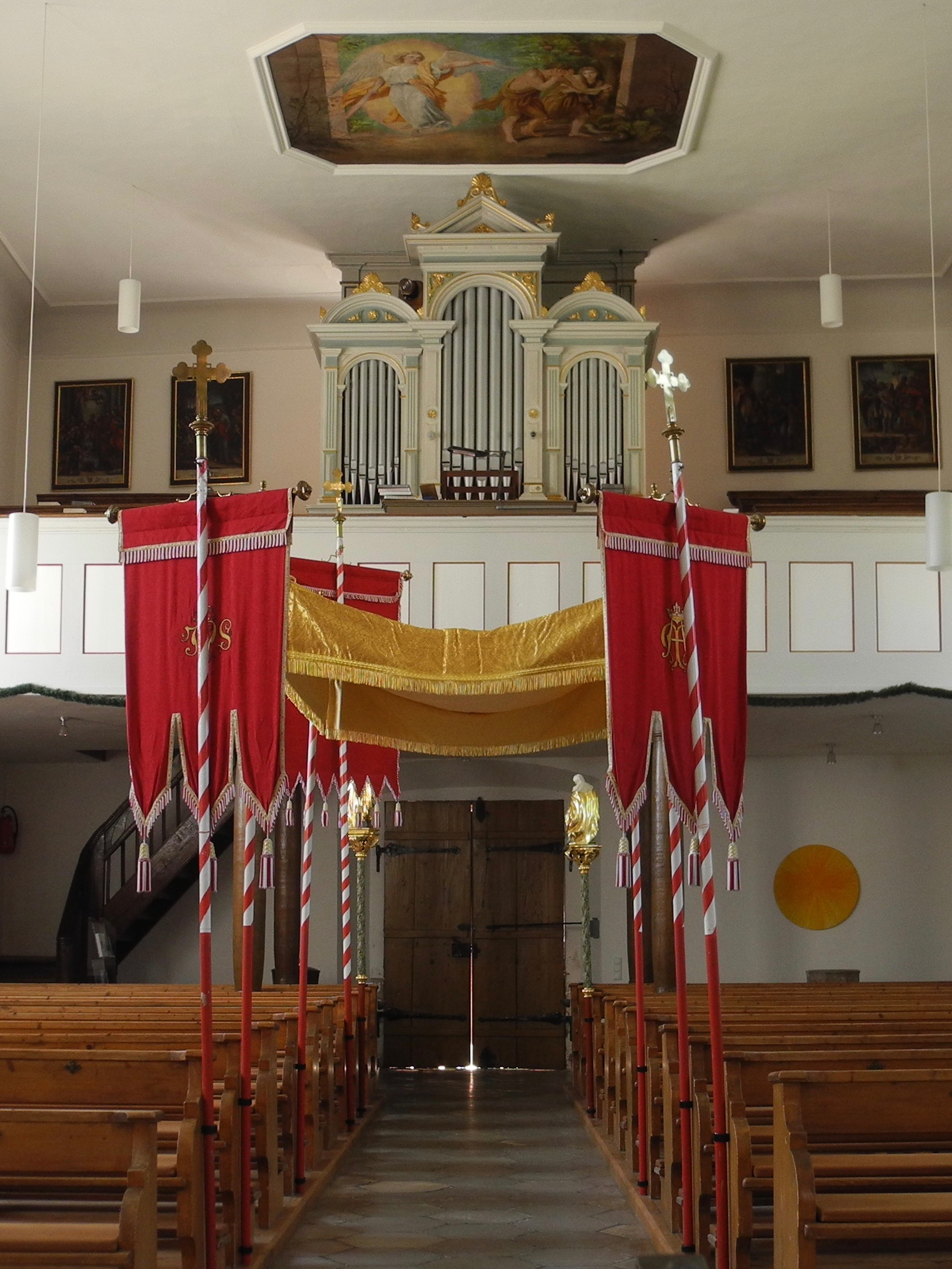
Bittner-Orgel von 1901

Auf der Empore steht eine Orgel von Joseph Franz Bittner mit Kegellade und pneumatischer Spiel- und Registertraktur. Das Instrument wurde im Jahr 1901 gebaut und verfügt über 12 klingende Register auf zwei Manualen und Pedal. Die Disposition lautet wie folgt:
| I Manual C–f3 |        |
| Bordun        | 16′    |
| Prinzipal     | 08′    |
| Gedackt       | 08′    |
| Gambe         | 08′    |
| Oktave        | 04′    |
| Mixtur        | 02 ⁄3′ |

| II Manual C–f3   |    |
| Geigenprinzipal  | 8′ |
| Lieblich Gedackt | 8′ |
| Salicional       | 8′ |
| Flöte octaviante | 4′ |

| Pedal C–d1 |     |
| Subbass    | 16′ |
| Violonbass | 08′ |

- Koppeln: II/I, Suboktavkoppel, I/P, II/P
- Spielhilfen: Tutti

## Glocken
Im Glockenturm hängt ein vierstimmiges Geläut:
| Schlagton | Gießer                        | Gießjahr |
| --------- | ----------------------------- | -------- |
| g′        | Christof Glockengießer        | 1591     |
| h′        | Christof Glockengießer        | 1591     |
| dis′′     | Nicolaus und Claudius Arnoldt | 1747     |
| fis′′     | Richard Geissendörfer         | 1852     |